# Военно-воздушные силы Сомали
Военно-воздушные силы Сомали (сомал. Ciidamadii Cirka Soomaaliya, араб. القوات الجوية الصومالية‎) — один из видов вооружённых сил Сомалийской Республики, распавшейся в 1991 году на ряд территорий (государств) с неясным правовым статусом.
ВВС были образованы в 1960 году, после обретения независимости от Великобритании и Италии, и с советской военной помощью скоро стали одними из самых мощных и боеспособных военно-воздушных сил к югу от Сахары.
Нежелание Сомали признавать государственные границы, навязанные ей Колониальными государствами, привело к обострению отношений с соседними государствами и ряду пограничных конфликтов, кульминацией которых стала сомалийско-эфиопская война за Огаден, длившаяся два года и характеризовавшаяся необычайно активным для вооружённых конфликтов в Африке применением авиации, сыгравшей значительную роль в боевых действиях.
Война осложнила международное положение Сомали, которая, лишившись поддержки извне, была вынуждена вывести войска из Огадена, потеряв в боях половину своих ВВС.
От этого поражения Сомали уже никогда не оправилась и вскоре погрузилась в пучину гражданской войны, которая продолжается и сегодня. В последний раз ВВС Сомали применялись в боях против повстанцев, но, с падением Могадишо в 1991 году, ВВС прекратили своё существование. Де-юре ВВС были воссозданы в 2015 году.

## История
В соответствии с соглашением, подписанным между правительствами Сомали и Италии в 1962 году, сомалийские летчики начали тренировочный режим в Италии с помощью итальянского технического персонала и пилотов. За тот же период пятьдесят сомалийских курсантов также начали обучение в Советском Союзе в качестве пилотов реактивных самолетов, а затем к ним присоединились более двухсот элитных сержантов и офицеров страны для прохождения общей военной подготовки. Затем большая часть этого персонала вернулась в Сомали с навыками и знаниями, приобретенными за границей.
Авиационный корпус Сомали (итал. Corpo Aeronautico della Somalia) был создан в 1950-х годах и сначала был оснащен небольшим количеством западных самолетов. Все уцелевшие во время Второй мировой самолеты были возвращены Италии до того, как Сомали обрела независимость в июне 1960 года. Авиационный корпус был официально переименован в Военно-воздушные силы Сомали в декабре 1960 года. Вскоре из Египта прибыли два легких самолета Gomhouria, а затем восемь учебных самолетов Piaggio P.148 были подарены Италией в 1962 году.
15 октября 1969 года во время визита в северный город Ласъанод тогдашний президент Сомали Абдирашид Али Шермарке был застрелен одним из своих телохранителей. За его убийством вскоре последовал военный переворот 21 октября 1969 года, в ходе которого сомалийская армия захватила власть, не столкнувшись с вооруженным противодействием. Возглавлял путч генерал-майор Мохамед Сиад Барре, который в то время командовал армией . Затем Барре провозгласил Сомали социалистическим государством, и вскоре за этим последовали программы быстрой модернизации. Многие сомалийские летчики были отправлены для обучения за границу в такие страны, как США, Италия, Советский Союз и Великобритания. После прохождения обучения многие из них стали ведущими инструкторами и летчиками-истребителями страны. 50 МиГ-17 были подарены Советским Союзом, а 29 МиГ-21МФ были закуплены правительством Сомали.
Асли Хасан Абаде была первой женщиной-пилотом в ВВС Сомали. Она прошла обучение на одномоторном самолёте, а позже получила стипендию для обучения в Академии ВВС США.
В июле 1975 года Международный институт стратегических исследований подсчитал, что у ВВС есть три бомбардировщика Ил-28 две истребительно-штурмовые эскадрильи с двумя МиГ-15, 23 МиГ-17 и МиГ-19; истребительная эскадрилья с 24 МиГ-21; транспортная эскадрилья на трех Ан-2 и трёх Ан-24; эскадрилья вертолётов с Ми-2, Ми-4 и Ми-8; и сообщил о самолётах сохранившихся со времён итальянской колонии, включая три C-47, один C-45 и шесть итальянских Piaggio P.148.

### Война за Огаден
В июле 1977 года разразилась Война за Огаден после того, как правительство Сиада Барре попыталось включить преимущественно населённый сомалийцами регион Огаден в состав Великого Сомали. Вооруженные силы Сомали вторглись в Огаден и поначалу добились успеха, захватив большую часть территории. Ситуация начала меняться после того, как Советский Союз и восточный блок начал поддержку Эфиопии. СССР прекратил поставки помощи режиму Барре и увеличили распределение помощи, оружия и обучения социалистическому режиму в Эфиопии. Они также направили около 15 000 кубинских солдат для оказания помощи эфиопским военным. К 1978 году сомалийские войска были вытеснены из Огадена.
Перед войной Сомали приобрело у СССР четыре бомбардировщика Ил-28. Самолёт, которым управляли пилоты МиГ-17, потенциально мог сыграть решающую роль, когда они впервые прибыли. К моменту войны в строю оставалось всего три Ил-28. Они поддержали начальное вторжение, но оказались довольно неэффективными, поскольку использовались только для высотных бомбардировок. Как только эфиопские ВВС начали борьбу в небе, Ил-28 были выведены из боя и оставались на своих аэродромах до тех пор, пока их не уничтожили воздушные удары Эфиопии. Ни один из Ил-28 не пережил войну.

## Боевой состав

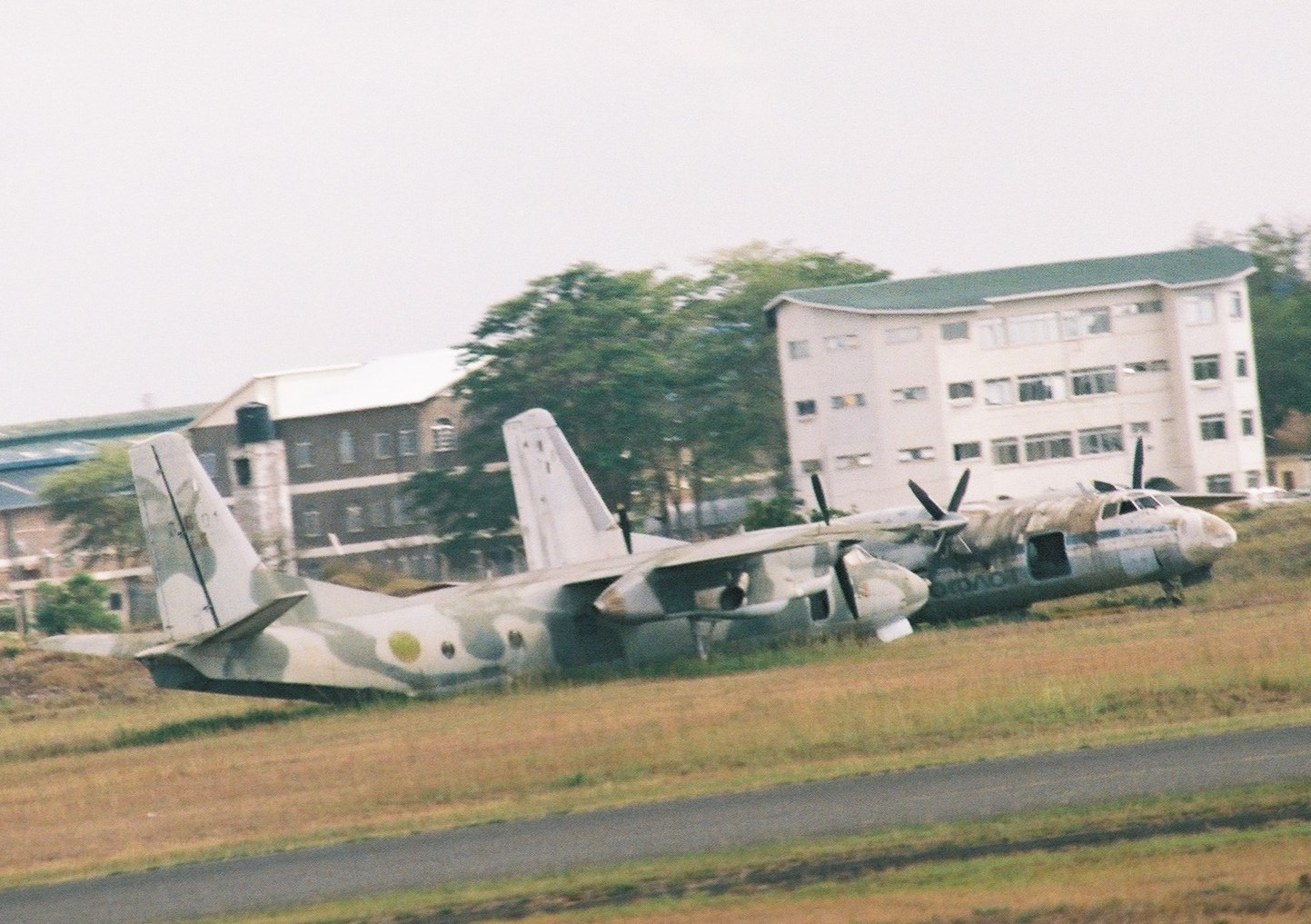
Заброшенные сомалийские Ан-26 в Кении.

| Тип                           | Назначение                   | Производство    | Количество      |                 |                 |
| Боевые самолёты               | Боевые самолёты              | Боевые самолёты | Боевые самолёты | Боевые самолёты | Боевые самолёты |
| ----------------------------- | ---------------------------- | --------------- | --------------- | --------------- | --------------- |
| МиГ-17                        | истребитель                  | СССР            | 27              |                 |                 |
| МиГ-21МФ                      | истребитель                  | Сомали          | 9 либо 29       |                 |                 |
| Shenyang J-6                  | истребитель                  | Китай           | 30              |                 |                 |
| SIAI-Marchetti SF.260         | учебно-боевой                | Италия          | 6               |                 |                 |
| Hawker Hunter                 | истребитель-бомбардировщик   | Великобритания  | 8               |                 |                 |
| Транспортная авиация          |                              |                 |                 |                 |                 |
| Ан-26                         | военно-транспортный самолет  | СССР            | 3               |                 |                 |
| Douglas C-47 Skytrain         | военно-транспортный самолет  | США             | 3               |                 |                 |
| Beechcraft Model 18           | военно-транспортный самолет  | США             | 1               |                 |                 |
| Aeritalia G.222               | военно-транспортный самолет  | Италия          | 4               |                 |                 |
| Вертолеты                     |                              |                 |                 |                 |                 |
| Ми-8                          | транспортный вертолет        | СССР            | 8               |                 |                 |
| AB-204                        | многоцелевой вертолет        | США / Италия    | 1               |                 |                 |
| Учебно-тренировочные самолёты |                              |                 |                 |                 |                 |
| МиГ-15                        | истребитель                  | СССР            | 4               |                 |                 |
| МиГ-21                        | истребитель                  | СССР            | 20              |                 |                 |
| Як-11                         | учебно-тренировочный самолёт | СССР            | 20              |                 |                 |
| Piaggio P.148                 | учебно-тренировочный самолёт | Италия          | 6               |                 |                 |
| SIAI-Marchetti SM.1019        | учебно-боевой самолет        | Италия          | 6               |                 |                 |

## Опознавательные знаки

Опознавательный знак ВВС Сомали
Знак на киль ВВС Сомали

## Знаки различия

### Генералы и офицеры
| Категории               | Генералы          | Генералы      | Генералы      | Старшие офицеры | Старшие офицеры | Старшие офицеры | Младшие офицеры | Младшие офицеры   | Младшие офицеры |
| ----------------------- | ----------------- | ------------- | ------------- | --------------- | --------------- | --------------- | --------------- | ----------------- | --------------- |
|                         |                   |               |               |                 |                 |                 |                 |                   |                 |
| Сомалийское звание      | Sareeye Guud      | Sareeye Gaas  | Sareeye Guuto | Gashaanle Sare  | Gashaanle Dhexe | Gashaanle       | Dhamme          | Laba Xídígle      | Xídígle         |
| Российское соответствие | Генерал-лейтенант | Генерал-майор | нет           | Полковник       | Подполковник    | Майор           | Капитан         | Старший лейтенант | Лейтенант       |

### Сержанты и солдаты
| Категории               | Подофицеры        | Подофицеры    | Подофицеры   | Сержанты и старшины | Сержанты и старшины | Сержанты и старшины | Сержанты и старшины | Солдаты     | Солдаты |
| ----------------------- | ----------------- | ------------- | ------------ | ------------------- | ------------------- | ------------------- | ------------------- | ----------- | ------- |
|                         |                   |               |              |                     |                     |                     |                     | Отсутствует |         |
| Сомалийское звание      | Musharax Sarkaal  | Sadex Xarígle | Laba Xarígle | Xarígle             | Sadex Alífle        | Laba Alífle         | Alífle              | Dable       |         |
| Российское соответствие | Старший прапорщик | Прапорщик     | нет          | Старшина            | Старший сержант     | Сержант             | Младший сержант     | Рядовой     |         |